# Differentiaalmeetkunde van oppervlakken

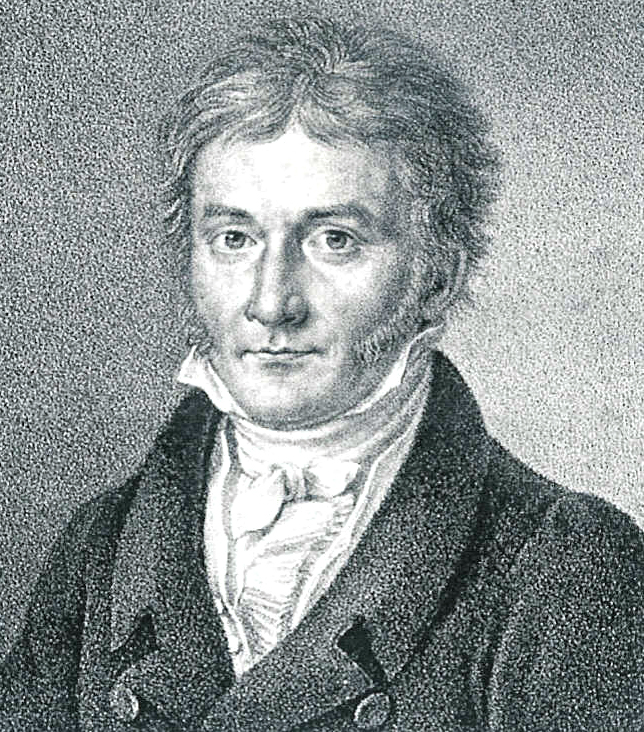
Carl Friedrich Gauss in 1828

In de differentiaalmeetkunde, een deelgebied van de wiskunde, bestudeert de differentiaalmeetkunde van oppervlakken gladde oppervlakken met verschillende aanvullende structuren, meestal een Riemann-metriek. Oppervlakken zijn vanuit verschillende perspectieven uitvoerig bestudeerd: extrinsiek, met betrekking tot hun inbedding in de Euclidische ruimte en intrinsiek, inspelend op het feit dat hun  eigenschappen uitsluitend worden bepaald door de afstand binnen het oppervlak als gemeten langs krommen op het oppervlak. Een van de eerste onderzochte fundamentele concepten is de Gaussiaanse kromming, die voor het eerst in detail is bestudeerd door Carl Friedrich Gauss (1825-1827). Gauss toonde aan dat kromming een intrinsieke eigenschap van een oppervlak is, een eigenschap die onafhankelijk is van de isometrische inbedding van dit oppervlak in de Euclidische ruimte.
Oppervlakken ontstaan van nature als grafieken van functies van een paar variabelen, en verschijnen soms in parametrische vorm of als plaatsen geassocieerd met ruimtekrommen. Een belangrijke rol in hun studie is gespeeld door de Lie-groepen (in de geest van de Erlanger Programm), namelijk de symmetriegroepen van het Euclidische vlak, de sfeer en de hyperbolische vlak. Deze Lie-groepen kunnen worden gebruikt om oppervlakken met een constante Gaussiaanse kromming te beschrijven; zij voorzien ook in een essentieel ingrediënt in de moderne benadering van de intrinsieke differentiaalmeetkunde door verbindingen. Aan de andere kant zijn de extrinsieke eigenschappen die zich verlaten op een inbedding van een oppervlak in de Euclidische ruimte ook uitgebreid onderzocht. Dit wordt goed geïllustreerd door de niet-lineaire Euler-Lagrange-vergelijkingen in de variatierekening: hoewel Leonhard Euler de een variabele vergelijkingen, onafhankelijk van een inbedding, ontwikkelde om de geodeten te begrijpen, was een van Lagranges belangrijkste toepassingen van de twee variabelen vergelijkingen op het gebied van de minimaaloppervlakken, een concept dat alleen in termen van een inbedding kan worden gedefinieerd.